# Грајфенберг
Грајфенберг (њем. Greifenberg) општина је у њемачкој савезној држави Баварска. Једно је од 31 општинског средишта округа Ландсберг ам Лех. Према процјени из 2010. у општини је живјело 2.118 становника. Посједује регионалну шифру (AGS) 9181123.

## Географски и демографски подаци
Грајфенберг се налази у савезној држави Баварска у округу Ландсберг ам Лех. Општина се налази на надморској висини од 580 метара. Површина општине износи 8,2 km². У самом мјесту је, према процјени из 2010. године, живјело 2.118 становника. Просјечна густина становништва износи 258 становника/km².